# Strongylosoma luzoniense
Strongylosoma luzoniense är en mångfotingart som beskrevs av Peters 1864. Strongylosoma luzoniense ingår i släktet Strongylosoma och familjen orangeridubbelfotingar. Inga underarter finns listade i Catalogue of Life.